# 查理五世骑马肖像
《查理五世骑马肖像》是意大利文艺复兴艺术家提香的一幅布面油画，绘制于 1548 年，当时提香在奥格斯堡宫廷，以此向神圣罗马帝国皇帝查理五世致敬，颂扬他在 1547 年的米尔贝格战役中战胜了新教军队。
画作的深红色，和画中查理五世闪亮的盔甲，象征战斗和英雄主义。提香描绘了战斗中使用的盔甲和马具，现在保存在西班牙马德里的皇家军械库。 这幅画自1827 年藏于普拉多博物馆。